# Александар Јовановић Ћута
Александар Јовановић (Београд, 30. септембар 1966), познат под надимком Ћута, српски је еколошки активиста и политичар.

## Рани живот и образовање
Рођен у Београду, а одрастао је у Жаркову. Навео је да је Стара планина место његовог порекла и место у којем је проводио време одмора у детињству. Ћута је често путовао на Стару планину, а у младости се интересовао за рок музику, фудбал и шах.
Завршио је основну школу „Филип Кљајић Фића” на Бановом брду. Одрастао у Жаркову, које је, додаје, седамдесетих година прошлог века било аутентична сеоска средина, тако да се „од малих ногу навикао на мирис штала, звуке пољопривредних машина и дружење са домаћим животињама”.
Студирао је на Факултету драмских уметности, организациона група. Оснивач је удружења Одбранимо реке Старе планине.
Један је од неформалних лидера еколошких покрета у Србији.
Основао је 2017. године организацију „Одбранимо реке Старе планине”, која се првенствено бавила сузбијањем изградње малих хидроелектрана на подручју Старе планине, иако је Ћута временом своје присуство преместио и на друге регионе Србије. Од тада је добио пажњу медија, а запажен је и као један од представника еколошког активизма у Србији. Ћута је у том периоду организовао протесте и окупљања широм Србије и успео је да заустави изградњу неколико пројеката, како би сачувао природу.
Ћута је 2021. организовао протесте „Еколошки устанак”, чиме су започели еколошки протести 2021—2022. године, у којима је имао кључну улогу, а запажен је као један од вођа протеста. Касније је формирао покрет и коалицију са Небојшом Зеленовићем и Добрицом Веселиновићем, која је озваничена у јануару 2022. године под називом Морамо.